# Wąpielsk (gromada 1954–1968)
Wąpielsk – dawna gromada, czyli najmniejsza jednostka podziału terytorialnego Polskiej Rzeczypospolitej Ludowej w latach 1954–1972.
Gromady, z gromadzkimi radami narodowymi (GRN) jako organami władzy najniższego stopnia na wsi, funkcjonowały od reformy reorganizującej administrację wiejską przeprowadzonej jesienią 1954 do momentu ich zniesienia z dniem 1 stycznia 1973, tym samym wypierając organizację gminną w latach 1954–1972.
Gromadę Wąpielsk z siedzibą GRN w Wąpielsku utworzono – jako jedną z 8759 gromad na obszarze Polski – w powiecie rypińskim w woj. bydgoskim, na mocy uchwały nr 24/10 WRN w Bydgoszczy z dnia 5 października 1954. W skład jednostki weszły obszary dotychczasowych gromad Wąpielsk, Ruszkowo i Kiełpiny ze zniesionej gminy Radziki Duże, ponadto obszar dotychczasowej gromady Półwiesk Mały oraz obszary miejscowości Półwiesk Duży z dotychczasowej gromady Jakubkowo ze zniesionej gminy Radomin – w tymże powiecie. Dla gromady ustalono 19 członków gromadzkiej rady narodowej.
31 grudnia 1961 do gromady Wąpielsk włączono część wsi Długie – sołectwo od strony północnej z granicą przebiegającą wzdłuż strugi – ze zniesionej gromady Długie w tymże powiecie.
Gromadę zniesiono 1 stycznia 1969, a jej obszar włączono do gromad Radziki Duże (sołectwa Kiełpiny, Półwiesk Duży, Półwiesk Mały, Ruszkowo, Tomkowo, Wąpielsk I i Wąpielsk II) i Strzygi (sołectwo Długie) w tymże powiecie.
Uwaga: Gromada Wąpielsk (o innym składzie) istniała także przejściowo w roku 1972.